# Bertrand Vayssière
Pour les articles homonymes, voir Vayssière.
Bertrand Vayssière est un historien né le 27 juin 1968 à Santiago (Chili).
Il a été maître de conférences en histoire contemporaine à l'université de Toulouse Le Mirail à partir de 2007, après avoir été maître de conférences à l'université de Pau et des Pays de l'Adour en 2001. Il est depuis 2019 Professeur des universités à l'université Toulouse-Jean-Jaurès (nouveau nom de l'université de Toulouse-Le Mirail). Il a également été chargé de cours à l'Institut d'études politiques de Toulouse de 2008 à 2013.

## Biographie
Diplômé de l'Institut d'études politiques de Paris (section internationale, filière Europe communautaire, 1992), il a obtenu le CAPES d'histoire-géographie et l'agrégation d'histoire en 1994. Il s'est alors spécialisé en histoire de la construction européenne et a effectué une thèse sur l'Union européenne des Fédéralistes (soutenance en décembre 2000), sous la direction conjointe de Gérard Bossuat et de Rémy Pech. Il a depuis lors écrit plusieurs articles portant sur l'intégration européenne et sur le problème des frontières à travers le cas franco-espagnol, et a effectué son habilitation à diriger des recherches (HDR) sur le militant fédéraliste et directeur général à la Commission européenne Raymond Rifflet (2016).
Il est aujourd'hui membre du laboratoire toulousain FRAMESPA, plus précisément de la thématique "Logiques d'empires", et dirige la collection Tempus aux Presses universitaires du Midi, après avoir dirigé la revue Cahier d'histoire immédiate. Il anime, avec d'autres chercheurs en sciences sociales de Toulouse (spécialement en droit et en sciences politiques), le collectif "Les Amphis de l'Europe" qui médiatise des sujets en rapport étroit avec l'actualité de l'Union européenne sur lesquels chaque spécialité tente d'apporter un éclairage particulier. Les travaux qui en résultent sont publiés pour porter le débat au-delà du cénacle universitaire.
Son travail porte essentiellement sur l'histoire politique et des représentations de la construction européenne.

## Publications
- Groupes de pression en Europe, Privat, Toulouse, 2002,  (ISBN 2-7089-0637-2).
- Vers une Europe fédérale ? Les espoirs et les actions fédéralistes au sortir de la Seconde Guerre mondiale, PIE-Peter Lang, Bruxelles, 2007  (ISBN 978-90-5201-079-3).
- Histoire des relations internationales de 1945 à nos jours, Ellipses, Paris, 2011  (ISBN 2729866957).
- Reflets de la construction européenne. Réflexions, références et refus du débat sur l'Europe, PIE-Peter Lang, Bruxelles, 2012  (ISBN 978-2-87574-011-3).
- L'Europe, objet renouvelé des sciences sociales: un état des lieux chez les géographes, les historiens et les juristes, Méridiennes, Toulouse, 2013  (ISBN 978-2-912025-84-5).
- Penser les frontières européennes au XXIe siècle. Réflexion croisée des sciences sociales, PIE-Peter Lang, Bruxelles, 2015  (ISBN 978-2-87574-266-7).
- Crises et ruptures en Europe: vers quelles mutations ?, Presses universitaires du Midi, Toulouse, 2018  (ISBN 978-2-8107-0586-3).
- Européiste et eurocrate: la vie fédéraliste de Raymond Rifflet, Presses universitaires du Midi, Toulouse, 2018,  (ISBN 978-2-8107-0587-0).
- 2001. L'explosion d'AZF, de l'usine nourricière à l'usine meurtrière, Editions Midi-Pyrénéennes, Toulouse, 2021,  (ISBN 979-10-93498-66-9)